# Олесь, Александр
Алекса́ндр Оле́сь (укр. Олександр Олесь; настоящее имя Александр Иванович Кандыба, укр. Олександр Іванович Кандиба; 23 ноября [5 декабря] 1878, Белополье, Харьковская губерния, Российская империя — 22 июля 1944, Прага) — украинский прозаик и поэт. Жил в Праге (Чехословакия). Отец одного из лидеров ОУН, писателя и археолога Олега Ольжича.

## Биография
Александр Кандыба родился 23 ноября (5 декабря) 1878 года в семье белопольского купца Ивана Фёдоровича Кандыбы и его жены Александры Васильевны:
Города Белополья 2-й гильдии Купеческий братъ Іоаннъ Феодоровъ сынъ Кандыбинъ и законная жена его Александра Василіева дочь оба вероисповедания православнаго
Александр Оглоблин предполагал что семья принадлежала к шляхетскому роду Кандыб:

Модзалевский в родословнике подаёт нескольких Кандыб из Харьковщины: потомки Трофима Кандыбы, которые были вписаны в родословную книгу Харьковской губернии, в частности Иван Лукилиянович Кандыба (стр. 276) и Григорий Андреевич Кандыба, род. 1803, из дворян Сумского уезда (стр. 277). Связь этих Кандыб с конотопскими Кандыбами, которые происходят от Фёдора Кандыбы, осталась неизвестной Модзалевскому.
Но она вполне вероятна. Дело в том, что Иван Андреевич Кандыба (No. 13 главной линии Кандыба в Модзалевского), титулярный советник и конотопский деятель, праправнук Корсунского полковника, был женат с Олимпиадой Петровной NN (фамилии её Модзалевский не приводит), родившейся около 1786 г. и в 1822 году владевшей имением в с. Верхосуле Лебединского уезда (52 души), которое затем досталось её детям Кандыбам, возможно, Григорию Ивановичу Кандыбе, рождённому в 1806 г., потомков которого у Модзалевского нет и у которого мог быть сын Иван, отец Александра Ивановича Кандыбы-Олеся.
Оригинальный текст (укр.)Модзалевський у Родословнику подає кількох Кандибів з Харківщини: нащадки Трохима Кандиби, які були вписані до Родословної книги Харківської губернії, зокрема Іван Лукиліянович Кандиба (стор. 276) і Григорій Андрійович Кандиба, род. 1803 р., з дворян Сумського повіту (стор. 277). Зв’язок цих Кандибів з конотопськими Кандибами, які походять від Федора Кандиби, залишився Модзалевському невідомий.

Але він цілком імовірний. Річ у тому, що Іван Андрійович Кандиба (No. 13 головної лінії Кандибів у Модзалевського), титулярний совітник і конотопський діяч, праправнук Корсунського полковника, був одружений з Олімпіадою Петрівною NN (прізвища її Модзалевський не подає), що народилася коло 1786 р. і в 1822 році володіла маєтком у с. Верхосулці Лебединського повіту (52 душі), який потім дістався її дітям Кандибам, можливо, Григорію Івановичу Кандибі, народженому 1806 року, нащадків якого в Модзалевського немає і в якого міг бути син Іван, батько Олександра Івановича Кандиби-Олеся.

Тем не менее, эта теория не подтверждается записями, сделанными в полковых переписях и церковных исповедных росписях XVIII века.
В четыре года научился читать. Детство провёл в селе Верхосули, в имении, которое арендовал дед по матери. Отец работал на рыбных промыслах в Астрахани, где и утонул в Волге, когда сыну было 11 лет. Семью с тремя малолетними детьми содержал брат матери Алексей Васильевич Грищенко.
Окончил начальную школу и двухклассное народное училище и в 1893 году поступил в земледельческую школу в городке Дергачи неподалёку от Харькова. Участвовал в выпуске рукописных журналов «Комета» и «Первоцвет», в которых появились его первые стихи. В 1900 году окончил земледельческую школу с аттестатом 2-го разряда и стал вольнослушателем агрономического отделения Киевского политехнического института, но вскоре из-за материальных проблем был вынужден оставить его. Работал в херсонских степях.
В 1903 году поступил в Харьковский ветеринарный институт. Во время учёбы в университете работал на Дарницкой скотобойне.
Решающим событием в жизни Олеся стала поездка на открытие памятника И. П. Котляревскому в Полтаве. В это время он познакомился с Борисом Гринченко, Михаилом Коцюбинским, Лесей Украинкой.
В 1905 г. альманах «Костёр» впервые публикует произведения поэта. В 1907 г. при содействии известного историка Александры Ефименко, которая высоко оценила стихи молодого автора, на средства украинского общественного деятеля Петра Стебницкого вышел его первый сборник стихов «С печалью радость обнялась» под псевдонимом Александр Олесь.
В 1912—1919 гг. семья жила в Киеве в доходном доме на Новом строении (ул. Антоновича, 64/16).
После Октябрьской революции оказался за границей (1919). Эмиграция стала трагедией жизни Олеся. Периодически жил в Будапеште, Вене, Берлине, Праге. Издал за рубежом ряд сборников, основная тема которых — тоска по Украине.
Умер 22 июля 1944 г. вскоре после того, как получил сообщение о гибели сына, Олега Ольжича. Похоронен на Ольшанском кладбище в Праге.

## Перезахоронение
3 января 2017 г. власти Праги эксгумировали останки Олеся и его жены. По законам Чехии, после погребения родственники или друзья умерших должны платить ренту за место на кладбище размером в 20 000 чешских крон за 10 лет. До недавнего времени ренту за могилу Олеся платил по собственной инициативе выходец из Украины Владимир Михайлишин, который был гражданином Чехии. После его смерти сын хочет похоронить отца в могиле Олеся. Проводились переговоры с наследниками Олеся о перезахоронении останков.
29 января прах Олеся и его жены Веры перезахоронили на Лукьяновском кладбище в Киеве..

## Память
- В 2010 году в Белополье установлен памятник Олесю.
- Именем Александра Олеся названы улицы во многих городах Украины.